# Lalibela Airport
Lalibela Airport (LLI) är en flygplats sydväst om Lalibela i Etiopien. År 2007 besökte drygt 310 000 personer flygplatsen. 78% av de var turiser samt 22% var etiopier.

## Flygbolag och destinationer
- Ethiopian Airlines (Addis Abeba Bole International Airport, Dire Dawa Airport, Gondar Airport, Axum Airport, Alula Aba Airport)